# Edem Kodjo
Édouard Kodjovi Kodjo, conocido como Edem Kodjo (Sokodé, Togo, 23 de mayo de 1938 - Neuilly-sur-Seine, 11 de abril de 2020), fue un político, profesor, administrador y autor togolés. Fue primer ministro de Togo entre 1994 y 1996 y entre el 9 de junio de 2005 y el 16 de septiembre de 2006, cuando le sustituyó Yawovi Agboyibo.

## Biografía
Está graduado en la Escuela Nacional de Administración Francesa.
De 1969 a 1971 fue uno de los dirigentes de la Agrupación del Pueblo Togolés (APT), entonces partido único. Fue ministro de Economía y después de Asuntos Exteriores en los años 70.
En el plano internacional, ha sido gobernador del Fondo Monetario Internacional de 1967 a 1973 y secretario general de la Organización de la Unidad Africana de 1978 a 1983.
Con la instauración del multipartidismo, se hizo opositor del presidente Gnassingbé Eyadema. Creó entonces la Unión Togolesa por la Democracia (UTD). Candidato único de la oposición a las elecciones presidenciales de 1993, boicoteó finalmente el escrutinio. Fue nombrado primer ministro al año siguiente después de ganar las elecciones legislativas. Tras dejar la primatura en 1996, reforzó su partido gracias a la fusión con otros tres partidos de oposición y creó la Convergencia Patriótica Panafricana. El 9 de junio de 2005, el presidente Faure Gnassingbé Eyadema le llama a formar gobierno y restablecer la calma en el país tras los problemas surgidos después de la muerte de Gnassingbé Eyadéma. 
Es autor de numerosas obras tales como Et demain l'Afrique, L'occident, Du déclin au défi y Au commencement était le glaive.
En julio de 2019 sufrió un derrame cerebral a causa del cual fue hospitalizado. Falleció el 11 de abril a los 81 años, en el hospital americano de Neuilly-sur-Seine, en las cercanías de París.